# Puchar Narodów w Lekkoatletyce 1978
Puchar Narodów w Lekkoatletyce 1978 – zawody lekkoatletyczne, które odbyły się 25 września 1978 roku w Tokio, w Japonii. Do rywalizacji w imprezie przystąpiły męskie i żeńskie reprezentacje z ośmiu krajów: Polski, Związku Radzieckiego, Stanów Zjednoczonych, Republiki Federalnej Niemiec, Francji, Włoch, Wielkiej Brytanii oraz Japonii. Każda z reprezentacji mogła wystawić w danej konkurencji tylko jednego zawodnika.

## Rezultaty

### Mężczyźni
| Konkurencja:                  | 1. miejsce                                                                        | Rezultat | 2. miejsce                                                                              | Rezultat | 3. miejsce                                                                        | Rezultat |
| Bieg na 100 m                 | Wołodymyr Ihnatenko                                                               | 10,40    | Marian Woronin                                                                          | 10,45    | Hermann Panzo                                                                     | 10,55    |
| Bieg na 200 m                 | Leszek Dunecki                                                                    | 20,76    | Adrian Rogers                                                                           | 21,32    | Trevor Hoyte                                                                      | 21,34    |
| Bieg na 400 m                 | Stanley Vinson                                                                    | 46,05    | Danny Laing                                                                             | 46,39    | Francis Demarthon                                                                 | 46.49    |
| Bieg na 800 m                 | José Marajo                                                                       | 1:47,6   | Willi Wülbeck                                                                           | 1:47,9   | Scott Clark                                                                       | 1:48,4   |
| Bieg na 1 milę                | Francis Gonzalez                                                                  | 3:57,3   | Graham Williamson                                                                       | 3:59,2   | Stephen Scott                                                                     | 4:01,0   |
| Bieg na 5000 m                | Aleksandr Fiedotkin                                                               | 13:31,5  | Jerzy Kowol                                                                             | 13:35,5  | Toshiaka Kamata                                                                   | 13:35,8  |
| Bieg na 10 000 m              | Venanzio Ortis                                                                    | 29:14,9  | Toshihiko Seko                                                                          | 29:20,8  | Detlef Uhlemann                                                                   | 29:28,5  |
| Bieg na 110 m przez płotki    | Kerry Bethel                                                                      | 13,89    | Giuseppe Buttari                                                                        | 13,94    | Berwyn Price                                                                      | 14,01    |
| Bieg na 400 m przez płotki    | Wasyl Archypenko                                                                  | 49,45    | Takashi Nagao                                                                           | 49,59    | Thomas Andrewe                                                                    | 50,65    |
| Bieg na 3000 m z przeszkodami | Bronisław Malinowski                                                              | 8:19,3   | Hitoshi Iwabuchi                                                                        | 8:30,8   | Jean-Luc Lemire                                                                   | 8:33,8   |
| Sztafeta 4 × 100 m            | Polska · Zenon Nowosz · Zenon Licznerski · Leszek Dunecki · Marian Woronin        | 39,10    | ZSRR · Wołodymyr Ihnatenko · Aleksandr Aksinin · Nikołaj Kolesnikow · Anatolij Piskulin | 39,48    | Francja · Lucien Sainte-Rose · Hermann Panzo · Pierrick Thessard · Maurice Volmar | 39,67    |
| Sztafeta 4 × 400 m            | Stany Zjednoczone · Thomas Andrews · Adrian Rogers · Scott Clark · Stanley Vinson | 3:04,9   | RFN · Lothar Krieg · Franz-Peter Hofmeister · Bernd Herrmann · Martin Weppler           | 3:05,4   | Japonia · Ejji Natori · Yasihiro Usui · Takashi Nagao · Yunichi Harada            | 3:06,5   |
| Skok wzwyż                    | Władimir Jaszczenko                                                               | 2,28     | Benjamin Fields                                                                         | 2,26     | Bruno Bruni                                                                       | 2,23     |
| Skok o tyczce                 | Władimir Trofimienko                                                              | 5,50     | Wojciech Buciarski                                                                      | 5,40     | Günther Lohre                                                                     | 5,30     |
| Skok w dal                    | Grzegorz Cybulski                                                                 | 7,99     | Jacques Rousseau                                                                        | 7,87     | Arnold Robinson                                                                   | 7,84     |
| Trójskok                      | Wiktor Saniejew                                                                   | 17,02    | Aston Moore                                                                             | 16,76    | Ronald Livers                                                                     | 16,54    |
| Rzut dyskiem                  | Armando De Vincentiis                                                             | 60,82    | Alwin Wagner                                                                            | 60,48    | Stanisław Wołodko                                                                 | 59,90    |
| Rzut młotem                   | Jurij Siedych                                                                     | 74,44    | Giampaolo Urlando                                                                       | 72,06    | Karl-Hans Riehm                                                                   | 71,84    |
| Rzut oszczepem                | Nikołaj Griebniew                                                                 | 87,46    | Michael Wessing                                                                         | 85,34    | Piotr Bielczyk                                                                    | 84,80    |

### Kobiety
| Konkurencja:               | 1. miejsce                                                                            | Rezultat | 2. miejsce                                                                           | Rezultat | 3. miejsce                                                                   | Rezultat |
| Bieg na 100 m              | Sonia Lannaman                                                                        | 11,26    | Ludmiła Masłakowa                                                                    | 11,27    | Grażyna Rabsztyn                                                             | 11,57    |
| Bieg na 200 m              | Ludmiła Kondratjewa                                                                   | 22,81    | Beverley Goddard                                                                     | 23,24    | Véronique Rosset                                                             | 23,56    |
| Bieg na 400 m              | Irena Szewińska                                                                       | 50,97    | Ludmiła Kulczunowa                                                                   | 51,27    | Verona Elder                                                                 | 52,66    |
| Bieg na 1500 m             | Swietłana Ulmasowa                                                                    | 4:10,8   | Brigitte Kraus                                                                       | 4:11,3   | Gabriella Dorio                                                              | 4:11,8   |
| Bieg na 100 m przez płotki | Tatjana Anisimowa                                                                     | 13,03    | Danuta Perka                                                                         | 13,11    | Lorna Boothe                                                                 | 13,46    |
| Sztafeta 4 × 100 m         | ZSRR · Wiera Anisimowa · Ludmiła Masłakowa · Ludmiła Kondratjewa · Ludmiła Storożkowa | 43,04    | Wielka Brytania · Heather Hunte · Beverley Goddard · Sharon Colyear · Sonia Lannaman | 43,65    | Polska · Lucyna Langer · Grażyna Rabsztyn · Zofia Bielczyk · Irena Szewińska | 43,95    |
| Skok wzwyż                 | Sara Simeoni                                                                          | 1,93     | Brigitte Holzapfel                                                                   | 1,91     | Louise Ritter                                                                | 1,88     |
| Skok w dal                 | Vilma Bardauskienė                                                                    | 6,53     | Jacqueline Curtet                                                                    | 6,50     | Sue Reeve                                                                    | 6,36     |
| Pchnięcie kulą             | Maren Seidler                                                                         | 17,83    | Beatrix Philipp                                                                      | 17,63    | Beata Habrzyk                                                                | 17,20    |
| Rzut oszczepem             | Tessa Sanderson                                                                       | 62,66    | Ingrid Thyssen                                                                       | 59,52    | Sharon Calvert                                                               | 57,52    |